# Bulok
Bulok is een bestuurslaag in het regentschap Lampung Selatan van de provincie Lampung, Indonesië. Bulok telt 1922 inwoners (volkstelling 2010).